# Distretto di Ghotki
Il distretto di Ghotki (in urdu: ضلع گھوٹکی) è un distretto del Sindh, in Pakistan, che ha come capoluogo Ghotki. Nel 1998 possedeva una popolazione di 970.549 abitanti.